# Gesico
Gesico is een gemeente in de Italiaanse provincie Zuid-Sardinië (regio Sardinië) en telt 954 inwoners (31-12-2004). De oppervlakte bedraagt 25,5 km², de bevolkingsdichtheid is 37 inwoners per km².

## Demografie
Gesico telt ongeveer 340 huishoudens. Het aantal inwoners daalde in de periode 1991-2001 met 3,1% volgens cijfers uit de tienjaarlijkse volkstellingen van ISTAT.
| Jaar | Inwoneraantal |
| ---- | ------------- |
| 1991 | 1020          |
| 2001 | 988           |

## Geografie
De gemeente ligt op ongeveer 300 m boven zeeniveau.
Gesico grenst aan de volgende gemeenten: Escolca (NU), Guamaggiore, Guasila, Mandas, Selegas, Suelli, Villanovafranca (MD).